# Antoniny (powiat szamotulski)
Antoniny – przysiółek w Polsce położony w województwie wielkopolskim, w powiecie szamotulskim, w gminie Obrzycko. Miejscowość wchodzi w skład sołectwa Piotrowo.